# 이몽 (드라마)
《이몽》(異夢)은 2019년 5월 4일부터 2019년 7월 13일까지 방영된 문화방송 주말 특별기획 드라마로, 대한민국 임시정부 수립 100주년을 기념하는 특집 드라마이다.

## 줄거리
일제 강점기 조선을 배경으로 일본인 손에 자란 조선인 의사 이영진과 무장한 비밀결사 의열단장 김원봉이 펼치는 첩보 액션 드라마.

## 등장인물

### 주요 인물
- 이요원: 이영진 역 - 36세. 외과의사
- 유지태: 김원봉 역 - 39세. 의열단장
- 임주환: 후쿠다 사부로 역 - 32세. 조선총독부 법무국 검사
- 남규리: 미키 역 - 29세. 송병수의 수양 딸. 경성구락부 가수

### 영진의 주변 인물
- 이해영: 히로시 역 - 54세. 영진의 양아버지. 총독부병원 부원장. 헌병대 소장
- 이영숙: 김현옥 역 - 51세. 영진네 집사. 어린 영진을 실제로 키우다시피 함
- 김태우: 유태준 역 - 42세. 한인 슈바이처. 영진의 선배 (특별출연)
- 윤지혜: 에스더 역 - 40세. 조선인 내과의사 (특별출연)

### 의열단
- 조복래: 김남옥 역 - 35세. 의열단원. 얼굴을 드러내기 쉽지 않은 원봉을 위해 궂은일도 마다 않음
- 백승환: 마자르 역 - 26세. 이화양장점 재단사로 위장한 카레이스키 출신 폭탄기술자
- 박하나: 차정임 역 - 34세. 梨花양장점 디자이너
- 이규호: 윤세주 역 - 39세. 푸줏간 주인. 원봉의 고향 친구. 도심 뒷골목 짱
- 허지원: 박혁 역 - 33세. 의열단원. 못 먹고 못사는 게 힘들어서 의열단원이 되었고, 잘 먹고 잘살 수 있다 기에 변절
- 김주영: 김승진 역 - 32세. 백두산을 넘나들던 역원

### 조선 총독부
- 전진기: 오다 역 - 53세. 오다 류지. 법무국장. 후쿠다의 상관. 히로시와는 육군사관학교 동기로 경쟁과 견제의 대상
- 설정환: 마루 역 - 29세. 히로시의 부관. 헌병대 조장(상사)
- 안신우: 켄타 역 - 52세. 총독부 경무국장. 켄타 오노. 마쓰우라의 상관
- 유상재: 로쿠 역 - 상해 일본 영사관 특수 요원. 전방에서 활약하며 주특기는 암살

### 종로경찰서
- 허성태: 마쓰우라 히로 역 - 조선인 태생 일본경찰 경부. 고문전문가
- 강필선: 다이키 역 - 32세. 종로경찰서 순사
- 이교엽: 마츠다 역 - 32세. 특무1과 형사
- 윤준성: 기무라 역 - 32세. 특무1과 형사
- 박선웅: 타로 역 - 32세. 특무1과 형사

### 조선 총독부 병원
- 윤종화: 이시다 역 - 45세. 이시다 시미즈. 조선총독부병원 외과 과장
- 김규종: 성준수 역 - 29세. 구 자혜병원 현 조선총독부병원 외과의사
- 안수빈: 하나코 역 - 간호사

### 청방
- 김법래: 두월성 역 - 52세. 중국 비밀결사인 청방(靑幇)의 보스
- 정성일: 진수 역 - 38세. 두월성 보좌관. 얼굴을 바꿔치는 중국 전통 기예 ‘변검’ 전수자
- 이선진: 이소민 역 - 35세. 16세에 중국에 건너온 조선계 여성

### 그 외 주변 인물
- 김서라: 유 마담 역 - 프랑스 이름 릴리. 경성구락부 마담, 서양인 상류층과 교류하며 많은 정보를 얻었고 경성에서 가장 많은 현금을 가장 빠르게 운용할 수 있는 사람 중 하나
- 유하복: 김구 역 - 57세. 대한민국임시정부의 수장. 항일운동 초기 김원봉의 무력투쟁에 반대
- 김도현: 무라이 역 - 36세. 만주 주둔 일본군 대위
- 김숙인: 마씨 역 - 50세. 마영성. 상해 거주 조선인. 전쟁터를 주름잡던 이중스파이 ‘검은 붓꽃’
- 최종남: 민영준 역 - 자작. 유일하게 살아있는 중추원 고문. 합방 성명서에 찬성을 표명
- 이한위: 송병수 역 (특별출연) - 67세. 노다 헤이지로 백작. 친일반민족행위자. 총독과 독대할 수 있는 몇 안되는 조선인

### 그 외 인물
- 박소이: 유태준의 딸 역
- 한민채
- 안수빈
- 이사라
- 장서경
- 홍성덕
- 최광제
- 옥자연: 오광심 역 - 만주 민병대 대장
- 이강민: 윤봉길 역
- 임철형
- 정규수: 김승진의 아버지 역
- 김정미
- 최수임
- 이주석 : 신언준 역
- 이세희 : 간호사 역

### 특별출연
- 손병호: 이준형 역

## 촬영지
- 합천영상테마파크
- 공세리성당
- 운노의 집
- 순천드라마촬영장
- 옛 충남도청

## 시청률
최저 시청률과 최고 시청률은 시청률 조사회사와 지역별로 시청률에 차이가 있을 수 있습니다.
| 2019년      | 2019년      | 2019년         | 2019년         | 2019년       |
| 회차        | 방송일      | TNmS 시청률    | AGB 시청률     | AGB 시청률   |
| 회차        | 방송일      | 대한민국(전국) | 대한민국(전국) | 서울(수도권) |
| ----------- | ----------- | -------------- | -------------- | ------------ |
| 제1회       | 5월 4일     | 6.8%           | 5.0%           | -            |
| 제2회       | 5월 4일     | 8.2%           | 7.1%           | 7.0%         |
| 제3회       | 5월 4일     | 6.3%           | 5.9%           | 5.7%         |
| 제4회       | 5월 4일     | 6.3%           | 6.5%           | 6.3%         |
| 제5회       | 5월 11일    | -              | 5.5%           | 6.2%         |
| 제6회       | 5월 11일    | 6.6%           | 6.4%           | 6.5%         |
| 제7회       | 5월 11일    | 6.0%           | 5.7%           | 5.5%         |
| 제8회       | 5월 11일    |                | 6.1%           | 6.2%         |
| 제9회       | 5월 18일    | 4.7%           | -              |              |
| 제10회      | 5월 18일    | 6.5%           | 5.8%           | 5.9%         |
| 제11회      | 5월 18일    |                | 5.1%           | -            |
| 제12회      | 5월 18일    | 5.2%           | 5.3%           |              |
| 제13회      | 5월 25일    | 4.9%           | -              |              |
| 제14회      | 5월 25일    | 5.8%           | 5.8%           | 5.3%         |
| 제15회      | 6월 1일     | -              | 3.9%           |              |
| 제16회      | 6월 1일     | 5.9%           | 5.1%           |              |
| 제17회      | 6월 1일     |                | 4.5%           | 4.4%         |
| 제18회      | 6월 1일     | 5.0%           | 5.2%           |              |
| 제19회      | 6월 8일     | -              | 4.7%           |              |
| 제20회      | 6월 8일     | 5.2%           | 5.1%           |              |
| 제21회      | 6월 8일     | -              | 4.8%           | 5.0%         |
| 제22회      | 6월 8일     | 5.4%           | 5.5%           | 5.8%         |
| 제23회      | 6월 15일    | -              | 3.3%           | -            |
| 제24회      | 6월 15일    | -              | 3.9%           | -            |
| 제25회      | 6월 15일    | -              | 4.0%           | -            |
| 제26회      | 6월 15일    | -              | 4.5%           | -            |
| 제27회      | 6월 22일    | -              | 3.0%           | -            |
| 제28회      | 6월 22일    | -              | 4.5%           | -            |
| 제29회      | 6월 22일    | -              | 4.2%           | -            |
| 제30회      | 6월 22일    | -              | 5.1%           | -            |
| 제31회      | 6월 29일    | -              | 2.9%           | -            |
| 제32회      | 6월 29일    | -              | 3.9%           | -            |
| 제33회      | 6월 29일    | -              | 4.5%           | -            |
| 제34회      | 6월 29일    | -              | 5.0%           | -            |
| 제35회      | 7월 6일     | -              | 2.2%           | -            |
| 제36회      | 7월 6일     | -              | 3.8%           | -            |
| 제37회      | 7월 6일     | -              | 4.1%           | -            |
| 제38회      | 7월 6일     | -              | 4.8%           | -            |
| 제39회      | 7월 13일    | -              | 3.0%           | -            |
| 제40회      | 7월 13일    | -              | 4.3%           | -            |
| 평균 시청률 | 평균 시청률 | -              | 4.7%           | -            |

## 편성 변경
- 2019년 5월 25일: MBC 스포츠 2019 FIFA U-20 월드컵 《대한민국 VS 포르투갈》 중계방송 관계로 2회 연속방송으로 편성 변경. (13회, 14회)

## 참고 사항
- 이요원이 분한 이영진 역은 당초 이영애가 낙점됐으나 스케줄 문제 때문에[2] 고사했다.
- 평이한 내러티브에 예상 가능한 스토리 뿐 아니라 캐릭터들의 특성이 천편일률적이란 지적을 사[3] 한자릿수 시청률로 기대 이하의 성적에 그쳤다.
- 전진기, 유상재, 허성태는 2019년에 개봉한 영화 《말모이》 이후로 4개월만에 재회하는 작품이다.

## 같이 보기
- 대한민국의 텔레비전 드라마 목록 (ㅇ)
- 2019년 대한민국의 텔레비전 드라마 목록